# Neocordyloporus yangambinus
Neocordyloporus yangambinus är en mångfotingart som först beskrevs av Carl Graf Attems 1952.  Neocordyloporus yangambinus ingår i släktet Neocordyloporus och familjen Chelodesmidae. Inga underarter finns listade i Catalogue of Life.